# Lijst van personages uit Digimon Adventure 02
Dit is een lijst van personages uit de animeserie Digimon Adventure 02.
- Deze lijst behandeld alleen personages die hun debuut maken in Digimon Adventure 02. Voor terugkerende personages uit de vorige serie, zie Lijst van personages uit Digimon Adventure.
- De digimon staan genoemd bij de naam waaronder ze in de serie het meest te zien zijn. Eventuele andere vormen staan onder deze naam vermeld.

## DigiDestined

### Davis Motomiya
Davis Motomiya, Japan se naam Daisuke Motomiya (本宮 大輔, Motomiya Daisuke), is een van de nieuwe Digidestined die samen met T.K. en Kari het Digidestinedteam vormen in de serie.
Davis was, zo blijkt uit een flashback, een van de kinderen die in de vorige serie werden gevangen door Myotismon toen hij op zoek was naar het achtste DigiDestined-kind. Dit maakte hem voorbestemd om zelf een DigiDestined te worden. Binnen het team is hij de nieuwe leider, hoewel T.K. en Kari meer ervaring hebben.
Davis vertoond karaktertrekjes van zowel Tai als Matt. Hij beschikt dan ook over hun attributen: moed en vriendschap. Net als Tai kan hij soms te overhaastig handelen. Davis heeft een oogje op Kari, en is dan ook erg jaloers op iedereen die hij als een mogelijke rivaal voor haar aandacht ziet. In de eerste helft van de serie vecht hij net als de andere DigiDestined tegen Ken, de Digimon Emperor. In de tweede helft van de serie is hij de eerste die Ken zijn daden vergeeft en als vriend gaat zien. Hij is tevens de eerste die zijn digimonpartner op natuurlijke wijze laat digivolven (in de eerste helft van de serie werkt alleen een speciale vorm genaamd Armour Digivolve).
Davis speelt vooral een cruciale rol in de climax van de serie, in de strijd met MaloMyotismon. Hij is de enige van de kinderen op wie MaloMyotismons illusies geen effect hebben omdat hij zich nergens zorgen om maakt en geen brandende verlangens voor iets heeft. Hij slaagt erin de anderen uit hun illusies te laten ontwaken om de strijd met MaloMyotismon aan te gaan.
In de epiloog van de serie wordt onthuld dat Davis in de toekomst zijn eigen noodlekraam heeft geopend, met vestigingen over de hele wereld.

### Cody Hida
Cody Hida, Japanse naam Iori Hida (火田 伊織, Hida Iori), is de jongste van de nieuwe DigiDestined. Hij is echter ook de meest serieuze van de groep. Zijn serieuze en volwassen persoonlijkheid heeft hij met name te danken aan zijn grootvader, van wie hij kendo leert.
In een flashback wordt onthuld dat Cody een inzittende was van het vliegtuig dat in de vorige serie neerstortte net na het gevecht met Venommyotismon.
Cody heeft watervrees, maar overwint deze in de serie. Hij is de laatste van het team die Ken zijn daden vergeeft nadat deze zich bij hen voegt, en blijft gedurende vrijwel de hele serie achterdochtig tegenover hem. Cody ontdekt later in de serie dat zijn vader, Hiroki Hida (die op een onbepaald moment voor de serie gestorven is), goede vrienden was met Yukio Oikawa, een van de antagonisten van de serie. Nadat MaloMyotismon is verslagen, helpt Cody de gewonde Yukio Oikawa om voor zijn dood nog de Digi-World te kunnen zien.
In de epiloog van de serie blijkt Cody op latere leeftijd een succesvolle advocaat te zijn geworden.

### Yolei Inoue
Yolei Inoue, Japanse naam Miyako Inoue (井ノ上 京, Inoue Miyako), is een van de nieuwe DigiDestined. Ze is erg impulsief, ietwat naïef, maar wel altijd open en eerlijk over haar gevoelens. Ze kan soms zonder reden depressief worden.
Yolei kan goed overweg met technische apparatuur. Ze helpt haar familie doorgaans in hun buurtsupermarkt. In een flashback wordt duidelijk dat zij een van de kinderen was die drie jaar eerder onbewust de oude DigiDestined hielpen in hun gevecht met Diaboromon (in de film “Our War Game!”).
Yolei heeft bij aanvang van de serie grote bewondering voor Ken, en is dan ook geschokt als ze ontdekt dat hij de Digimon Emperor is. Nadat Ken zich heeft bekeerd is Yolei, net als Cody, terughoudend om hem te accepteren in hun groep. Ze komt echter snel tot inkeer.
In de epiloog van de serie blijkt dat haar gevoelens voor Ken nooit geheel zijn verdwenen. Ze is in de toekomst namelijk met hem getrouwd.

### Ken Ichijouji
Ken Ichijouji (一乗寺 賢, Ichijōji Ken) is een digidestined die zich pas later bij de groep voegt. In de eerste helft van de serie is hij namelijk een antagonist genaamd de Digimon Emperor.
Tussen de eerste serie en de tweede serie bracht een jongere Ken al eens een bezoekje aan Digi-World met behulp van de digivice die eigenlijk voor zijn broer Sam bestemd was. Sam was een wonderkind en duidelijk de lieveling van zijn ouders, wat bij Ken enorme haat opwekte. In de Digiworld hielp Ken een DigiDestined genaamd Ryo om de kwaadaardige Millenniummon te verslaan. Hierbij plantte Millenniummon een soort zwart zaadje, een Dark Spore, in Ken. Niet lang na deze gebeurtenis kwam Sam om het leven bij een auto-ongeluk, waarna Ken een mysterieuze e-mail kreeg waarin iemand hem aanspoorde Sams digivice nog eens te gebruiken. De Digivice bracht hem dit keer naar een wereld genaamd de Dark Ocean.
In de jaren erop werd Ken door de Dark Spore zelf een wonderkind, dat onder andere uitblonk in judo en dammen. Hij werd er echter ook gewelddadig door. Door manipulaties van onder andere Arukenimon keert Ken bij aanvang van de serie weer terug naar de Digi-World met het plan deze te veroveren. Hij maakt hiertoe zwarte halsbanden die digimon tot zijn slaven kunnen maken, en zwarte obelisken genaamd Controll Spires om deze te halsbanden van energie te voorzien. Met zijn eigen Digivice verhindert hij tevens dat digimon op de normale manier konden digivolven, waardoor de DigiDestined die hem kwamen stoppen zich moeten redden met Armor Digivolven.
Ken maakt uiteindelijk een kunstmatige Digimon genaamd Kimeramon. Deze keert zich tegen hem en wordt verslagen door Magnamon. Pas op dat moment realiseert Ken zich dat de Digi-World niet gewoon een computerprogramma is maar een echt bestaande plek, en ziet hij zijn gruweldaden in. Hij bekeert zich en probeert de schade die hij heeft aangericht te herstellen door de Controll Spires te vernietigen. Hij wordt door Davis zelfs uitgenodigd bij het team te komen.
Later in de serie wordt Ken geconfronteerd door Yukio Oikawa, die op de hoogte is van de Dark Spore in Ken en deze voor zijn eigen doeleinden wil gebruiken. Hij kopieert de spore en brengt hem over op andere kinderen. Ken helpt mee deze kinderen op te sporen en bevecht in de climax van de serie samen met de andere DigiDestined de ware antagonist van de serie; MaloMyotismon.
In de epiloog wordt getoond dat Ken later met Yolei zal trouwen. Tevens wordt hij privédetective.

### Andere DigiDestined
In de serie wordt duidelijk dat de originele acht digidestined uit de vorige serie en de nieuwe uit deze serie slechts een aantal van de vele DigiDestined zijn die er wereldwijd bestaan. De meeste andere DigiDestined worden gezien tijdens drie opeen volgende afleveringen waarin het team de wereld over reist om Digimon die wereldwijd zijn verschenen te vangen. Tevens komen ze allemaal voor in de laatste aflevering om te helpen in de strijd met MaloMyotismon:
- Ryu Akiyama: een digidestined die Ken enkele jaren voor aanvang van de serie ontmoette in DigiWorld, en hielp in de strijd met Millenniummon. Een alternatieve versie van Ryu komt ook voor in de serie Digimon Tamers.
- Michael: een Amerikaanse DigiDestined, en een vriend van Mimi. Zijn digimonpartner is Betamon.
- Willis: een Amerikaanse DigiDestined, die voorkomt in de derde film. Hij heeft twee Digimonpartners: Terriermon en Kokomon.
- Lou, Maria, Steve, Sam (Phil), Tatum: nog vijf Amerikaanse DigiDestined. Hun partners zijn Flarerizamon, Airdramon, Centarumon, Frigimon, en Tortomon.
- Hoi-broers: drie broers uit Hongkong. Alle drie hebben ze een Syakomon als partner.
- Yuehon: een Chinese DigiDestined. Haar partner is Apemon.
- Dien: een Vietnamese DigiDestined. Zijn partner is Gorillamon.
- Mina: een Indische DigiDestined. Haar partner is Meramon.
- Dingo (Derek): een Australische DigiDestined. Zijn partner is Crabmon. Naast Dingo worden nog vier Amerikaanse DigiDestined gezien wiens namen niet bekend zijn.
- Catherine: een Franse DigiDestined. Haar partner is Floramon. Naast haar worden nog een aantal Franse DigiDestined gezien wiens name niet worden gegeven.
- Chicho (Rosa): een Mexicaanse DigiDestined. Haar partner is Gotsumon.
- Yuri, Lara (Sonya), en Anna: Russische DigiDestined. Hun partners zijn Kuwagamon, Snimon, en Unimon.
- Noriko, Hiroshi, Takashi, Keiko: vier kinderen die door Oikawa worden geïnfecteerd met de Dark Spore. Ze worden aan het eind van de serie ook DigiDestined.

## Digimon van de DigiDestined

### Veemon
Veemon (ブイモン, Buimon, V-mon) is de digimonpartner van Davis. Hij is een van drie digimon uit oudere tijden, die nog de gave hebben om te kunnen Armor Digivolven. Hij zat opgesloten in een steen totdat Davis hem bevrijdde.
Veemon is een blauw, hagedisachtig wezen. Hij heeft vijf vingers aan elke hand, met kort klauwen.
Veemon is de naam van de rookie vorm. Andere gedaantes van hem zijn:
ChibomonVeemons fresh vorm. Lijkt op een blauwe bol met een staartje op zijn hoofd, ogen en een mond.
DemiVeemonVeemons in-training vorm. Een kleinere versie van Veemon, zonder het “V”-teken op zijn voorhoofd. Veemon veranderd altijd terug in deze vorm als hij mee gaat naar de echte wereld.
FlamedramonVeemons eerste armor-vorm, welke hij kan verkrijgen dankzij het digi-ei van moed. Flamedramon is een grotere versie van Veemon met over zijn hele lichaam vuurachtige stukken pantser. Hij kan vuurballen afschieten vanuit zijn handen.
RaidramonVeemons tweede armor-vorm, verkregen dankzij het digi-ei van vriendschap. Raidramon is een meer beestachtige versie van Veemon met over zijn lichaam een zwart pantser en een hoorn op zijn hoofd. Raidramon kan elektriciteit afvuren.
Magnamoneen speciale armor-versie die Veemon slechts eenmaal kon aannemen dankzij het gouden digi-ei van wonderen. Magnamon is een grotere versie van Veemon met over zijn lichaam goudkleurige pantserplaten. In deze gedaante vernietigd Veemon Kimeramon.
ExVeemonVeemons natuurlijke champion vorm, welke hij verkrijgt door normaal te digivolven. ExVeemon is een grotere versie van Veemon met een hoorn op zijn hoofd, vleugels, en een V-teken op zijn torso.

### Armadillomon
Armadillomon (アルマジモン, Arumajimon, Armadillomon) is de digimonpartner van Cody. Hij is een van de drie oude Digimon die nog kan Armor Digivolven. Hij zat net als Veemon opgesloten in een steen, totdat Cody hem bevrijdde.
Armadillomon is een gordeldierachtige digimon met een gele huidskleur. Hij heeft een vrij kalme en relaxte persoonlijkheid, in scherp contrast tot de serieuze Cody.
Andere vormen van Armadillomon zijn:
TsubomonArmadillomons fresh vorm. Lijkt op een wit bol wezen met een grote kuif.
UpamonArmadillomons in-training vorm. Een iets aangepaste versie van Tsubomon, met twee grote oren in plaats van een kuif.
Digmoneen van Armadillomons armor-vormen, verkregen met behulp van het digi-ei van kennis. Digmon is een insectachtige Digimon met boren als handen en een extra boor op zijn hoofd.
SubmarimonArmadillomons tweede armor-vorm, verkregen met het digi-ei van betrouwbaarheid. Submarimon is een levende eenpersoons duikboot, gewapend met een harpoen op zijn hoofd. Cody kan in Submarimon meevaren.
AnkylomonArmadillomons natuurlijke Champion vorm, verkregen via normaal digivolven. Ankylomon is een ankylosaurusachtige Digimon met een knuppel als staart.

### Hawkmon
Hawkmon (ホークモン, Hōkumon) is de digimonpartner van Yolei. Opvallend is dat hij een mannelijke digimon is, daar digimon meestal van hetzelfde geslacht zijn als hun menselijke partner. Hawkmon is de derde van de oude digimon die op gesloten zaten in een steen.
Hawkmon is een bruine havikachtige Digimon. Zijn vleugels dienen ook als handen.
Andere vormen van Hawkmon zijn:
PururumonHawkmons fresh vorm. Lijkt op een kleine roze vogel zonder vleugels of benen.
PoromonHawkmons in-training vorm. In deze vorm lijkt Hawkmon op een bol roze wezen met een veer op zijn hoofd en kleine armen.
Halsemonde eerste van Hawkmons armor-vormen, verkregen met het digi-ei van de liefde. Halsemon is een vogelachtige digimon die zich voortbeweegt op vier poten, en wiens hoofd en rug met een pantser zijn bedekt.
ShurimonHawkmons tweede armor-vorm, verkregen met het digi-ei van oprechtheid. Shurimon is een ninjadigimon, gekleed in een wit/groen kostuum en met een gezicht dat verborgen is achter een masker. Zijn armen en benen zijn uitrekbare springveren met shuriken eraan.
AquilamonHawkmons natuurlijke championvorm, verkregen via normaal digivolven. Aquilamon is een grotere versie van Hawkmon met horens.

### Wormmon
Wormmon is de digimonpartner van Ken. Hij is een groene rupsachtige digimon die onder andere tegen muren op kan klimmen.
Wormmon en Ken ontmoetten elkaar enkele jaren voor de serie al bij Kens eerste bezoek aan Digi-World. In de periode dat Ken de Digimon Emperor is blijft Wormmon trouw aan hem, ondanks dat Ken hem als een stuk vuil behandelt. Hij probeert wel een paar keer Ken terug te laten veranderen in zijn oude, aardige zelf. Uiteindelijk offert Wormmon zich op om Magnamon de energie te geven die hij nodig heeft om Kimeramon te verslaan. Na zijn dood wordt Wormmon herboren en accepteert Ken hem eindelijk als zijn partner.
Andere gedaantes van Wormmon zijn:
LeafmonWormmons fresh vorm. Lijkt op een groen wezen met een enorme bladvormige staart.
MinomonWormmons in-training vorm. Lijkt het meest op een wezen dat half in een soort bruine cocon zit.
StingmonWormmons champion vorm. Stingmon is een insectachtige Digimon gewapens met een energiezwaard.

### Fusies
In Digimon Adventure 02 doet zich een nieuwe manier van digivolven voor: DNA-digivolven. Hierbij fuseren twee digimon naar een nieuwe, sterkere Digimon. Digimon die op deze manier worden gevormd zijn:
Paildramonde fusie van Stingmon en ExVeemon. Hij heeft ExVeemons benen, armen en vleugels, Stingmons torso, vleugels en handen. Paildramon is gewapend met twee vuurwapens aan zijn heupen.
Imperialdramoneen mega-digimon, gedigivolved uit Paildramon. Imperialdramon ontstaat wanneer Paildramon van Azulongmon een digicore krijgt. Imperialdramon is een draakachtige Digimon met een groot kanon boven op zijn rug. Hij kan ook twee alternatieve vormen aannemen: Fighter Mode, waarin hij een meer humanoïde vorm krijgt, en Paladin mode, een witte versie van zijn Fighter Mode.
Shakkoumonde fusie van Ankylomon en Angemon. Shakkoumon is een humanoïde wezen sterk gemodelleerd naar een Dogū. Hij kan energiestralen afvuren uit zijn ogen en aanvallen van vijandige digimon absorberen.
Silphymonde fusie van Aquilamon en Gatomon. Silphymon is een humanoïde digimon met de benen van een vogel, maar het bovenlichaam van een mens. Ze kan energiebollen afvuren.

## Arukenimon
Arukenimon is een ultimate digimon gemaakt door Oikawa uit een combinatie van zijn DNA en data. Dit maakt haar half mens, half digimon. Ze verschijnt meestal in een menselijke gedaante, maar neemt voor gevechten haar ware vorm aan; die van een mens/spinhybride. Arukenimon heeft de gave om met haar haren Controll Spires te veranderen in kunstmatige Digimon. Ze doet dit geregeld om soldaten voor zichzelf te maken.
Arukenimon voert voor Oikawa verschillende taken uit. Zo probeert ze de Destiny Stones, welke voor balans in de Digi-World zorgen, te vernietigen, opent ze wereldwijd poorten om digimon toegang te verschaffen tot de echte wereld, en verzamelt ze voor hem een groep kinderen aan wie Oikawa de Dark Spore kan geven. Tevens was zij verantwoordelijk voor het misleiden van Ken zodat die de Digimon Emperor werd.
Aurkenimon wordt uiteindelijk vernietigd door MaloMyotismon wanneer deze zichzelf kenbaar maakt.

## Mummymon
Mummymon is een tweede digimon gemaakt door Oikawa. Hij is de trouwe helper van Arukenimon. Hij heeft een oogje op haar, maar zij beantwoordt die gevoelens niet. Net als Arukenimon kan Mummymon een menselijke gedaante aannemen, waarin hij gekleed is in een blauw uniform van een butler. Zijn echte gedaante is die van een mummie-achtige digimon, gewapend met een geweer.
Mummymon doet in de serie enkel dienst als handlanger van Arukenimon. Net als haar wordt hij uiteindelijk vernietigd door MaloMyotismon.

## BlackWarGreymon
BlackWarGreymon is een digimon gemaakt door Arukenimon uit 100 controll spires. Hij is een kwaadaardige versie van WarGreymon, de megavorm van Agumon.
Aanvankelijk wil Arukenimon BlackWarGreymon gebruiken als haar dienaar, maar vanwege zijn complexe creatie ontwikkelt hij een eigen persoonlijkheid en weigert haar te gehoorzamen. Het feit dat hij een kunstmatige Digimon is, maakt BlackWarGreymon erg onzeker over zijn lotsbestemming. Kort na zijn creatie begint hij de Destiny Stones te vernietigen in de hoop zo een waardige tegenstander te ontmoeten. Daar hij een mega digimon is zijn de DigiDestined niet in staat hem te stoppen. Pas wanneer Azulongmon opduikt wordt BlackWarGreymon tegengehouden. Door Azulongmons verklaring dat alles in het leven een doel heeft, ook hij, trok BlackWarGreymon zich een tijdje terug.
Hij duikt weer op tegen het einde van de serie. Hierin dringt hij de echte wereld binnen om Oikawa te doden voor het verstoren van de balans tussen de Digi World en de echte wereld. Hij vecht het uit met WarGreymon en Imperialdramon, die hem ervan kunnen weerhouden Oikawa te doden. Niet veel later ontdekt BlackWarGreymon dat Oikawa zelf slechts een marionet is van een nog groter kwaad. Dit kwaad (later onthuld als MaloMyotismon) valt hem aan en verwondt hem. Met zijn laatste energie sluit BlackWarGreymon de toegangspoort naar DigiWorld af om Oikawa de toegang tot deze wereld te ontzeggen. Hierbij vindt hij eindelijk zijn ware roeping, en sterft een heldendood.

## Yukio Oikawa
Yukio Oikawa is een lange bleke man van middelbare leeftijd.
Op jonge leeftijd was hij het mikpunt van spot en pesterijen. Zijn enige vriend was Cody’s vader, Hiroki Hida. Samen ontdekten ze het bestaan van de Digi-World, en beloofden elkaar deze plek ooit te bezoeken. Hiroki’s dood gooide echter roet in het eten. Oikawa bleef hierna alleen achter. Hij kwam te werken bij het bedrijf van Kens vader, en leerde zo Ken en Sam kennen.
Oikawa was getuige van hoe de originele DigiDestined in de vorige serie Myotismon versloegen en nadien terugkeerden naar de Digi-World. Myotismons geest was echter nog aanwezig en nam bezit van Oikawa. Overgenomen door Myotismon schiep Oikawa Arukenimon en Mummymon om als zijn handlangers te dienen in de Digi-World. Tevens begon hij met een plan om Digi-World te bereiken. Hij ontdekte het bestaan van de Dark Spore in Ken, en gebruikte die om hem te manipuleren zodat hij de Digimon Emperor werd. Dit in de hoop dat Kens daden de balans tussen beide werelden zou verstoren en de poort voor hem zou openen. Dit plan mislukte omdat Ken werd verslagen en zich bij de DigiDestined voegde. Een back-up plan om de balans te verstoren door de Destiny Stones te vernietigen faalt eveneens.
Als alternatief plan laat Oikawa Ken ontvoeren om de Dark Spore in hem te kopiëren en door te geven aan andere kinderen, die hierdoor net zo worden als Ken was toen hij onder invloed was van de spore. Nadien wil hij deze kinderen meenemen naar de Digi-World, maar omdat BlackWarGreymon de poort heeft afgesloten komen ze terecht in een andere wereld. Hier verlaat Myotismons geest Oikawa en absorbeert de Dark Spores om weer een lichaam te verkrijgen. Oikawa zelf is doordat Myotismon hem verlaat ten dode opgeschreven, maar kan nog net het laatste gevecht aanschouwen waarbij Myotismon wordt verslagen. Oikawa sterft, waarna zijn geest de gedaante aanneem van een groep vlinders die uitzwermen over de Digi-World.

## Daemon
Daemon is een demonische digimon, die het ook voorzien heeft op de Dark Spores. Hij dringt rond de tijd dat Oikawa bezig is de Dark Spore te verspreiden bij andere kinderen de echte wereld binnen met zijn leger. Aanvankelijk laat hij zijn handlangers het werk doen, maar nadat deze zijn verslagen neemt hij het heft in eigen hand. Hij bevecht Arukenimon en Mummymon, en verslaat ze met gemak. Daarna bevecht hij de DigiDestined.
Daar geen van de aanvallen van de DigiDestined sterk genoeg blijkt om Daemon te verslaan, besluiten ze hem te verbannen naar een andere wereld. Ken opent met moeite de poort naar de Dark Ocean, waarna de DigiDestined Daemon door de poort duwen. Wanneer de poort sluit zweert Daemon terug te zullen komen, maar desondanks wordt hij in de rest van de serie niet meer gezien.
Daemons handlangers zijn:
- SkullSatamon
- MarineDevimon
- LadyDevimon

## Digimon Sovereigns
De Digimon Sovereigns zijn vier megadigimon, die de balans in de Digi-World bewaken. In de tweede serie wordt via een flashback onthuld dat ze ten tijde van de eerste serie waren opgesloten door de Dark Masters. Tussen de twee series in gebruikten de originele DigiDestined de kracht van hun Crests om de Sovereigns weer vrij te laten.
De Sovereigns waren onder andere verantwoordelijk voor de opsluiting van Veemon, Armadillomon en Hawkmon. Dit voor het geval zich een crisis zou voordoen waarbij digimon nodig waren die nog konden armor digivolven.
De enige Sovereign die een rol in de serie speelt is Azulongmon, een draakachtige digimon. Hij stopt onder andere BlackWarGreymon wanneer die de Destiny Stones wil vernietigen, en geeft Paildramon de kracht om te digivolven naar Imperialdramon.